# ジャック・オコネル
ジャック・オコネル（Jack O'Connell, 1994年3月29日 - ）はイングランド・リヴァプール出身の元サッカー選手。ポジションはディフェンダー。

## 経歴
2011年夏、エヴァートンFCとブラックバーン・ローヴァーズFCのトライアルを受けた後、ブラックバーンのアカデミーと2年契約を結んだ。2014年8月12日にトップチームデビュー。
2012年11月22日、フットボールリーグ2のロザラム・ユナイテッドFCに2013年1月5日まで期限付き移籍した。
2013年7月22日、ロッチデールAFCに6カ月の期限付き移籍。
2015年2月2日、ブレントフォードFCと3年半契約を結んだ。基本的にベンチ要員であり、一番手のジェームス・ターコウスキーが移籍した後も変わらなかった。 
2016年7月8日、シェフィールド・ユナイテッドFCと3年契約を結んだ。。2019年4月28日にはプレミアリーグへの昇格を達成した。

## 私生活
リヴァプールFCのファン。
オリンピック・リヨンの女子チームに所属するアレックス・グリーンウッドと交際している。